# Salix coluteoides
Salix coluteoides är en videväxtart som beskrevs av Charles-François Brisseau de Mirbel. Salix coluteoides ingår i släktet viden, och familjen videväxter. Inga underarter finns listade i Catalogue of Life.